# Кинематограф Ливии
Кинематограф Ливии имеет неровную историю. Хотя в итальянской Ливии и Королевстве Ливия кинопроизводство не было развито, посещение кинотеатров стало популярным развлечением. С 1973 года Муаммар Каддафи, пришедший к власти в стране в ходе военного переворота, пытался осуществлять контроль над кинематографом. Несмотря на то, что он поощрял некоторые местные кинопроизводства, его преграды на пути распространению иностранных фильмов в стране привели к закрытию кинотеатров в Ливии. В условиях нестабильности после 2011 года в Ливии надежды на возрождение ливийского кино сочетаются с отсутствием инфраструктуры.

## Кинематограф до 1967 года
Самым ранним известным фильмом, снятым в Ливии, считается документальная лента французского производства 1910 года «Жители пустыни Ливии» (фр. Les habitants du desert de Lybie). В Италии, как метрополии, было снято несколько коротких документальных фильмов о Ливии. Сражения на территории Ливии во время Второй мировой войны освещались в британских, немецких и итальянских кинохрониках. После войны нефтяные компании и международные агентства время от времени снимали документальные фильмы в Ливии. После обретения независимости в 1951 году в стране было снято несколько короткометражных фильмов о Лептис-Магне (античном городе), чтобы стимулировать развитие туризма. Общая бедность страны отражалась и на кинопроизводстве, которое по этой причине развивалось медленно. В 1959 году Министерство новостей и инструкций создало киноотдел, гастролирующий по стране с 16-миллиметровыми документальными фильмами и кинохроникой, а Министерство образования и обучения выпустило несколько учебных фильмов.
Несмотря на условное отсутствие кинопроизводства, кинематограф был чрезвычайно популярным развлечением в Ливии. Первый кинотеатр в стране появился ещё в 1908 году, хотя, по сообщениям, он был разрушен после итальянского вторжения в Ливию в 1911 году. Итальянцы создавали кинотеатры преимущественно для итальянской аудитории в крупных городах Ливии. С 1940-х до середины 1960-х годов страна могла похвастаться большим количеством кинотеатров: около 14 или 20 в Триполи и около 10 в Бенгази. Кинотеатры в Триполи включали в себя кинотеатр под открытым небом «Arena Giardino» и роскошный Королевский кинотеатр, который при Каддафи был переименован бы в «Аш-Шааб» (переводится как «народ»).

## Кинематограф в период режима Каддафи
Каддафи пришёл к власти в 1967 году в ходе военного переворота. Он с подозрением относился к иностранным фильмам, считая их «американским культурным империализмом». К тому времени единственными художественными фильмами, снятыми в Ливии, были ленты иностранных кинематографистов — например, фильм Альберта Германа «Янки в Ливии» 1942 года или фильм Гая Грина «Море песка» 1958 года. Первый ливийский полнометражный фильм, чёрно-белая картина Абделлы Зарок «Когда судьба ожесточает» или «Судьба трудна», появился в 1972 году. В 1973 году был создан Генеральный совет по кинематографии, который взял под свой контроль производство фильмов и строительство кинотеатров в Ливии. Иностранные фильмы дублировались на арабский язык и должны были соответствовать культурной политике правительства, сочетавшей религиозное право и национализм. Большинство самодельных фильмов были документальными, а соцреализм пропагандировался как идеал для художественных фильмов. Генеральный совет по кинематографии продолжал функционировать до 2010 года. Он делал документальные фильмы, около 20-25 короткометражных фильмов и помогал поддерживать несколько художественных фильмов, которые были созданы в 1970-х и 1980-х годах.
Каддафи осуществлял прямой личный контроль над производством фильмов. Например, он подверг цензуре выпуск фильма Касема Хвеля «В поисках Лейлы аль-Амирии». Каддафи основал компанию по производству египетских фильмов. В середине 1970-х годов правительство взяло ещё больший прямой контроль над всеми кинотеатрами, блокируя импорт фильмов, в результате чего кинотеатры начали закрываться.
Наряду с Кувейтом и Марокко, правительство Каддафи спонсировало фильм Мустафы Аккада 1976 года «Послание», повествующий о рождении ислама и вызвавший споры и конфликты. Другая картина этого режиссёра, «Лев пустыни» 1981 года, финансируемая правительством Каддафи, представляет собой исторический боевик, изображающий сопротивление бедуинского лидера Омара Мухтара итальянской колонизации Ливии. Фильм был подвергнут цензуре в Италии до 2009 года.
В 2009 году появилось сообщение о том, что сын Каддафи Саади финансирует частную акционерную производственную компанию, занимающуюся финансированием голливудских фильмов, таких как «Эксперимент» (2010) и «Изоляция» (2011). В 2009—2010 годах иностранные компании договорились о реконструкции и повторном открытии ливийских кинотеатров и театров. Однако революция 2011 года привела к тому, что эта работа была остановлена, а большая часть оборудования была украдена.

## Кинематограф с 2011 года
После падения режима Каддафи появились надежды на возрождение и развитие ливийского кинематографа. Однако этому помешали боевые действия и возражения исламистов. Молодые ливийские кинематографисты начали снимать короткометражные фильмы при поддержке Британского совета и Шотландского института документального кино. Кинофестивали в Триполи и Бенгази обрели популярность, но стали мишенью исламистов. В 2012 году был учреждён Международный средиземноморский кинофестиваль документальных и короткометражных фильмов. В 2013 году в подвале художественной галереи Триполи был создан киноклуб. К 2015 году в Триполи остался только один кинотеатр, где только мужчины показывали боевики военным, контролирующим город.
В декабре 2017 года в Триполи стартовал кинофестиваль фильмов о правах человека «Erato Festival». Он открылся показом документальной драмы Альмоханнада Калтума «Жасмин».